# Wilhelm Schlenk
Wilhelm Johann Schlenk (22 mars 1879 à Munich - 29 avril 1943 à Tübingen, Troisième Reich) est un chimiste organicien allemand.

## Recherches
Au cours de ses recherches, il découvre la famille des composés organolithiens en 1917. Il s'intéresse aussi à l'étude des radicaux libres et aux carbanions, et découvre avec son fils en 1929 que les halogénures d'organomagnésien peuvent participer à un équilibre chimique complexe, connu aujourd'hui sous le nom d'équilibre de Schlenk.

## Équipements de laboratoire

Divers flacons de Schlenk

Schlenk est plus particulièrement connu pour avoir développé des techniques et de la verrerie de laboratoire pour manipuler des composés sensible à l'air. Le flacon de Schlenk (en) est un réacteur composée d'un robinet en verre ou en Teflon pour ajouter ou éliminer des gaz comme du diazote ou de l'argon. Il invente aussi la rampe à vide, un appareil qui comprend une double tubulure, une pour le vide et une pour le gaz inerte, afin de manipuler et de synthétiser des échantillons sensibles à l'air.